# Bosszú kommandó
A Bosszú kommandó (eredeti cím: I Am Vengeance) 2018-ban bemutatott brit akciófilm, melynek forgatókönyvírója és rendezője Ross Boyask. A főszerepben Wade Barrett, Anna Shaffer, Bryan Larkin, Kevin Leslie, Gary Daniels és Keith Allen látható.
Az Egyesült Királyságban 2018. szeptember 28-án mutatták be, Magyarországon DVD-n jelent meg szinkronizálva.

## Szereplők
| Szerep       | Színész      | Magyar hang           |
| ------------ | ------------ | --------------------- |
| John Gold    | Wade Barrett | Sótonyi Gábor         |
| Sandra       | Anna Shaffer | Kiss Virág Magdolna   |
| Hatcher      | Gary Daniels | Dózsa Zoltán          |
| Dougie Mason | Keith Allen  | Csuha Lajos           |
| Frost        | Mark Griffin | Gubányi György István |
| Marshall     | Bryan Larkin | Megyeri János         |

## Folytatás
Elkészítették a film folytatását Bosszú kommandó 2. (2020) címen, melyben Ross Boyask visszatér forgatókönyvíróként és rendezőként, Wade Barrett pedig megismétli John Gold szerepét.

## Fordítás
- Ez a szócikk részben vagy egészben  az   I Am Vengeance című angol Wikipédia-szócikk fordításán alapul.  Az eredeti cikk szerkesztőit annak laptörténete sorolja fel. Ez a jelzés csupán a megfogalmazás eredetét és a szerzői jogokat jelzi, nem szolgál a cikkben szereplő információk forrásmegjelöléseként.